# Euonthophagus laghmanicus
Euonthophagus laghmanicus là một loài bọ cánh cứng trong họ Bọ hung (Scarabaeidae).